# 瓦格納鎮區 (克萊頓縣)
瓦格纳鎮區（Wagner Township），美国艾奥瓦州克莱顿县的一个鎮區，总面积94.37平方公里，总人口441（2000年美国人口普查）。该地有一个建制居民点，圣奥拉夫。瓦格纳乡建置于1852年，得名于该地最早的建立者约翰·瓦格纳。